# 466年
| 千纪： | 1千纪                                                                                           |
| 世纪： | 4世纪 \| 5世纪 \| 6世纪                                                                         |
| 年代： | 430年代 \| 440年代 \| 450年代 \| 460年代 \| 470年代 \| 480年代 \| 490年代                       |
| 年份： | 461年 \| 462年 \| 463年 \| 464年 \| 465年 \| 466年 \| 467年 \| 468年 \| 469年 \| 470年 \| 471年 |
| 纪年： | 丙午年（马年）；北魏天安元年；南朝宋泰始二年；柔然永康三年；刘子勛義嘉元年                      |

## 大事记
- 宋前廢帝劉子業遇刺身死，始安王劉休仁奉迎宋文帝劉義隆第十一子劉彧即位，改元泰始，隔日以皇太后路惠男的名義下令殺掉劉子業的同母姐劉楚玉和同母次弟劉子尚。
- 江州长史邓琬與雍州刺史袁顗等在寻阳城奉劉子勋为帝，年號義嘉，並得到全國州鎮的支持，出兵討伐建康的劉彧政權，史稱「義嘉之難」，當年秋季就被劉彧的軍隊擊敗，劉子勛被杀，支持他的劉子綏、劉子頊及劉子元都被賜死，不久後明帝盡殺兄長劉駿留在世上的最後九個兒子。
- 文成文明皇后發動政變除掉丞相太原王乙渾，隨即長期攝政。

## 各国领袖

### 非洲
- 汪達爾-阿蘭王國 - 蓋薩里克，汪達爾-阿蘭王國皇帝（428年-477年）

### 亞洲
- 中國（南北朝）-
  - 南朝宋 - 宋明帝劉彧（465年－472年）
  - 南朝宋 - 晋安王刘子勋（466年）
  - 北魏 - 北魏獻文帝拓跋弘（466年－471年）
- 柔然 - 予成，柔然可汗（464年-485年）
- 吐谷浑 - 拾寅，吐谷浑王（452年-481年）
- 仇池 -
  - 杨元和，武都王（455年-466年）
  - 杨僧嗣，武都王（466年-473年）
- 高昌 - 阚伯周，高昌王（460年-477年）
- 日本（古墳時代）- 雄略天皇，日本天皇（約456年－約479年）
- 朝鮮半島（三國時代）-
  - 高句麗 - 長壽王高璉（413年－490年）
  - 百濟 - 蓋鹵王（454年－475年）
  - 新羅 - 慈悲麻立干（458年－479年）
- 印度
  - 笈多王朝 - 塞建陀笈多（455年－467年）
  - 帕拉瓦王朝 - 斯堪达跋摩四世（460年－480年）

### 歐洲
- 勃艮第公國
  - Gundioc（約455年－488年）
  - 反对者：Chilperic I（約455年－488年）
- 拜占庭帝國 - 里奧一世，拜占庭帝國皇帝（457年-474年）
- 西羅馬帝國 - 安特米烏斯，西羅馬帝國皇帝（467年-472年）
- 肯特王國
  - Hengest（436年－473年）
  - Horsa（443年－約480年）
- 爱尔兰 - Ailill Molt，爱尔兰高王（459年-478年）
- 西哥特王國
  - 狄奥多里克二世（453年－466年）
  - 尤里克（466年－484年）
- 法兰克 - 希尔德里克一世，萨利昂法兰克人国王（457年-481年）

### 美洲
- 帕伦克 - "Casper"，（435年-487年）

### 中東
- 波斯萨珊王朝 - 卑路斯一世，（457年-484年）

## 出生
- 克洛維一世，墨洛溫王朝開創者。

## 逝世
- 宋前廢帝劉子業，宋孝武帝刘骏长子。
- 劉子尚，宋孝武帝劉駿次子。
- 劉楚玉，宋孝武帝劉駿長女。
- 劉子勛，宋孝武帝劉駿第三子。
- 劉子綏，宋孝武帝劉駿第四子。
- 劉子真，宋孝武帝劉駿第十一子。
- 路惠男，南朝宋文帝劉義隆的妃嬪，孝武帝劉駿之母。
- 鄧琬，劉子勛義嘉政權的領導人物。
- 袁顗，義嘉之難時支持尋陽劉子勛政權，並以都督征討諸軍事領導大軍。
- 鲍照，中国南朝文学家
- 乙渾，北魏文成帝、北魏獻文帝時期權臣。